# Cantonul Calais-Centre
Cantonul Calais-Centre este un canton din arondismentul Calais, departamentul Pas-de-Calais, regiunea Nord-Pas-de-Calais, Franța.

## Comune
| Comune       | Populație (1999) | Cod poștal | Cod INSEE |
| ------------ | ---------------- | ---------- | --------- |
| Les Attaques | 1 821            | 62730      | 62043     |
| Calais       | 20 554           | 62100      | 62193     |
| Coulogne     | 5 789            | 62137      | 62244     |